# Jozef Murgaš
Jozef Murgaš (Tajov, 17 febbraio 1864 – Wilkes-Barre, 11 maggio 1929) è stato un presbitero, pittore e inventore slovacco.

## Biografia
Nacque a Tajov in Slovacchia centrale, a quel tempo, appartenente al Regno Austro-Ungarico. Frequentò la scuola primaria nel suo paese natale, nei pressi della città di Banská Bystrica nel centro della Slovacchia. Sin dallʹinfanzia mostrò un talento particolare per la pittura. Quando terminò la scuola secondaria, proseguì gli studi nel seminario cattolico di Bratislava e successivamente in Ungheria nella città di Esztergom.
Durante gli studi nella scuola secondaria emerse il suo interesse per la pittura. Nel 1888 venne ordinato sacerdote cattolico, ed in seguito divenne cappellano viaggiando per diversi paesi. Tra il  1889 ed il 1890 il vescovo gli permise di studiare pittura a Budapest, ed in seguito per altri quattro anni presso lʹAccademia delle belle arti a Monaco, in Germania. In tutte le chiese dove svolse la sua attività sacerdotale, dipinse alcune pale dellʹ altare. Durante i suoi studi a Monaco si interessò anche di elettronica.
Nel 1896 si recò negli Stati Uniti, precisamente nei paesi della Pennsylvania dove lavoravano molti minatori slovacchi. Svolse lʹattività sacerdotale nella parrocchia di Wilkes Barre, dove visse e lavorò come parroco per circa 300 famiglie slovacche ed altri abitanti.

## L'invenzione della trasmissione radio
Più che suo lavoro sacerdotale si dedicó alla ricerca nel campo dell'elettronica. Il 10 maggio 1904 l'Ufficio Brevetti di Washington riconobbe a Murgaš due patenti per il lavoro svolto sugli apparecchi per la telegrafia senza fili. Il suo successo più grande fu la scoperta della trasmissione della voce senza fili, grazie alla quale egli passò alla storia come l'inventore della radio. Il 23 novembre 1905 mise in contatto, attraverso il dispositivo di sua invenzione, i paesi di Scranton e Wilkes Barre che distano tra loro 30 km. Murgaš fece in modo che i due sindaci potessero comunicare tra loro per radio. Questo fatto, pur non essendo riportato nei brevetti presentati, è scritto nelle cronache. Murgaš, fu uno dei primi iniziatori al mondo della trasmissione radiofonica attraverso la voce. Thomas Alva Edison si interessò alla trasmissione senza fili di Murgaš e indicò a Marconi la sorprendente invenzione già avvenuta nell'anno 1905. Il presidente degli Stati Uniti Theodore Roosevelt visitò nel 1905 il laboratorio di Murgaš a Wilkes Barre e gli promise il sostegno del suo governo per la sua invenzione. La visita di presidente americano nel suo laboratorio fu per Murgaš un grande incoraggiamento per proseguire la sua ricerca.
Jozef Murgaš morì l'11 maggio 1929 a Wilkes-Barre in Pennsylvania.